# ミス・ポピーシードのメルヘン横丁
『ミス・ポピーシードのメルヘン横丁』（ミス・ポピーシードのメルヘンよこちょう）は、山本ルンルンの漫画作品。

## 概要
芳文社の漫画雑誌『まんがタイムラブリー』において、2006年5月号より2008年8月号まで、ほぼ隔月で連載された。同誌は4コマ漫画専門雑誌だが、この作品は例外的に4コマ漫画ではない。単行本は全2巻。
同作者のいくつかの他作品と同様、架空の国家「シトラス公国」が物語の舞台。『シトラス学園』や『マシュマロ通信』のキャラクターが登場する話も一部存在する。ただし『マシュマロ通信』などの児童向け作品と違い、いくらかのブラックユーモア的要素が取り入れられている。登場する通貨は他作品同様「ピコ」であり、1ピコ＝約6円となっている。
また、この芳文社版より以前に講談社の『K-DASH』SPRING2003#2に、同名の読みきり短編が2本掲載された。これらは太田出版から発売された『シトラス学園 完全版』に掲載されている。主な登場人物はポピーシードのみで、サイレント映画のように台詞が無いなど、芳文社版とは違った作品となっている。
2010年に小学館『フラワーコミックス』レーベルで復刻版単行本（全2巻）が発売され、前述の読みきり短編2本も収録された。

## あらすじ
ヨーロッパの端にある小国・シトラス公国に住むマーガレットは、春から服飾学校に通うために、メルヘン横丁にある「アパートの雑務をこなしてくれるなら家賃は無料」という奇妙な条件のアパートに下宿を取った。そこで出会ったのは、アパートの女性オーナーポピーシードと、彼女の執事でネズミそっくりのベルガモット。浮世離れした雰囲気の2人に加えて、そこには若い男の幽霊ユーレイまでもが住み着いていた。しかもユーレイの話によると、実はポピーシードは本物の魔女だというのだ。

## 登場人物
ポピーシード
アパートの大家であり魔女。由緒正しき魔女の家柄の出身らしいが、なんらかの過去の事情で家を出て、現在は自分の魔力を生かして「よろず相談所」を開き生計を立てている。少し冷めた態度を見せているが、怒りっぽい人物でもある。喫煙者でいつもタバコをふかしている。
マーガレット
実家の田舎からポピーシードのアパートに越してきた、18歳の服飾学校生の女の子。本作は彼女の視点で描かれることが多い。童顔小柄な見た目のせいで、すぐに子供に間違えられる。お人よしの性格に加えて、なまじ家事ができるせいか、何かといいように使われている苦労人。しかし、ポピーシードの飼い犬のウルシに似ており、彼女からは可愛がられている様子。
ベルガモット
ポピーシードの執事で、彼女を「おじょうさま」と呼んでいる。プライドがやたら高く金銭感覚に乏しい。ポピーシードには頭が上がらないが他人には慇懃無礼な態度をとる。実は73歳の人間男性だが、すぐに金を持ち出しては女性に貢ぐ悪癖のため（ポピーシード曰く「色ボケジジイ」）、ポピーシードの魔法で2頭身のネズミのような姿に変えられている。しかし彼はそれにもめげず、今日も人間に戻れる薬や惚れ薬をポピーシードの薬倉庫からこっそり持ち出しては、街で女性を口説いている。貧乏人には冷たいが不幸な身の上には弱く、すぐに同情する。
ユーレイ
アパートに住み着いている、軽い性格の若い男の幽霊。幽霊なので壁なども自由自在に通り抜けることができるが、生きている人間のように食事をしたり、喫煙することもできる。いつも空腹状態で、よく食べ物を求めている。彼が死んだ理由は、悪友たちとの一時の悪ノリで、アパートの屋上の花壇に生き埋めにされてしまったからであった。
アラム
服飾学校で初めてできたマーガレットの友達。陽気な性格の女の子で、口調になまりがある。観光エリアにある学生アパートに住んでいる。
ウルシ
かつてポピーシードが実家で飼っていたプードル。彼女を慕いメルヘン横丁までやってきたが、途中で力尽きて死んでしまった。だが、魔法の種で「花」になってアパートの屋上の花壇で生き返ることができた。高級犬で国産牛肉しか食べない。
プレイグ
家から家へと渡り歩いている疫病神の少女。名前は英語で「災い」を意味する。存在しているだけで災いを呼び寄せるため、正体を知らずに家に招き入れたマーガレットとベルガモットは災難に遭うことになる。
ルミエル
ポポという名前のぬいぐるみで腹話術をする少女。母親が亡くなって以来心を閉ざし、自分の言葉ではしゃべらなくなっている。父親が連れてきた継母を一方的に嫌い、ポピーシードに彼女を消してほしいと頼む。
ルーシー
魔女として修行中の少女。人々の幸福を願って活動しており、魔法を使った商売をしているが、腕が未熟なため失敗ばかりしている。同作者の漫画『シトラス学園』にも登場する。

## 所収
- 芳文社〈まんがタイムコミックス〉

1. 2007年8月22日発行 ISBN 978-4-8322-6564-6
2. 2008年10月22日発行 ISBN 978-4-8322-6682-7

- 小学館〈フラワーコミックススペシャル〉

1. 2010年12月15日発行 ISBN 978-4-09-133688-0
2. 2010年12月15日発行 ISBN 978-4-09-133689-7

## エピソード一覧
第1巻収録
01. メルヘン横丁へようこそ
02. ポピーシードのよろず相談所
03. マーガレットは悩んでいる
04. ベルガモットの春
05. たばこすわせろ / 春の公園でめぐるもの
06. 屋上菜園
07. 人気者になりたい
08. 孤独な少女
09. ユーレイになったわけ
10. ミス・ウェンディ
おまけ さよなら子供時代
第2巻収録
11. キラキラナイトチョーク
12. 夢見るレストラン
13. 春の公園でめぐるもの / たばこすわせろ
14. ポポとルミエル
15. 彼女が知ってるちょっといいこと
16. 魔女ルーシーは修行中
17. 口笛は風にのって
18. エキゾチック・バザール
19. ねじれてつながる
20. おかえりマーガレット
おまけ 寒さと空腹と